# 일본어 문법
일본어 문법은 일본어를 사용하는데 쓰이는 문법이다. 현대 일본어는 흔히 구어(口語)라고 불리는 일상 회화에서 쓰이는 일본어를 문법의 기준으로 삼고 있다.

## 특징

### 언어적 특징
일본어는 어근과 어미가 하나의 낱말을 이루는 교착어이다. 따라서, 형용사나 동사의 시제(時制)나 행동의 종결, 술어의 수식 등은 어미를 변화하여 나타낸다.

### 격
일본어는 자동사와 타동사를 사용할 때 주어를 기준으로 격을 일치 시키는 대격 언어이다. 문장 내의 격은 격조사를 통해 나타난다. 예를 들어,
- 私は学生です. - 나는 학생입니다.

에서 “-は”는 주격조사로 사용되었다.
일본어에서 명사 등의 체언은 특별한 경우를 제외하면 언제나 조사와 함께 사용된다.
일본어의 격조사는 같은 것이라도 여러 가지 용도로 사용될 수 있다. 예를 들어 일본어에서 목적격을 나타내는 대표적인 격조사는 “-を”이지만 경우에 따라 “-に” 등도 목적격으로 사용될 수 있다. 이 때문에 한국어 사용자는 종종 격조사를 잘못 사용하기도 한다.

## 품사
일본어의 품사에는 명사, 동사, 형용사, 조사, 부사, 접속사, 감탄사, 연체사 등이 있다.

### 명사
일본어의 명사에는 다른 언어들과 같이 사람 이름, 지명과 같은 고유 명사와 사물 등을 나타내는 일반 명사가 있다.
| 구분     | 낱말                 | 독음                 | 뜻           |
| -------- | -------------------- | -------------------- | ------------ |
| 일반명사 | 体                   | からだ               | 몸           |
| 일반명사 | ラジオ               | らじお               | 라디오       |
| 고유명사 | 東京                 | とうきょう           | 도쿄         |
| 고유명사 | ウィトゲンシュタイン | うぃとげんしゅたいん | 비트겐슈타인 |

위의 표와 같이 외래어나 외국어는 가타카나로 표기한다.
이 외에도 대명사, 수사, 조수사, 형식명사 등이 있다.

#### 대명사
일본어의 대명사에는 인칭대명사와 지시 대명사가 있다. 일본어는 인칭 대명사의 종류가 많고 대화 상대에 따라 달리 쓰인다.
| 구분  | 낱말(독음)          | 뜻                                                                |
| ----- | ------------------- | ----------------------------------------------------------------- |
| 1인칭 | 私(わたし/わたくし) | 나 (공식적인 자리나 손 윗사람에게 사용)                           |
| 1인칭 | 僕(ぼく)            | 나 (남자가 동등하거나 손 아랫사람에게 사용)                       |
| 1인칭 | 俺(おれ)            | 나 (남자가 동등하거나 손 아랫사람에게 사용, 거친 어감이 있다.)    |
| 2인칭 | 貴方(あなた)        | 당신 (과거에는 높임말이었으나 현대 일본어에서는 예사말로 취급됨)  |
| 2인칭 | 君(きみ)            | 너, 자네 (스스럼 없는 사이나 손아랫 사람에게 사용)                |
| 2인칭 | お前(おまえ)        | 너 (과거에는 높임말이었으나 현대에는 친구나 손아랫 사람에게 사용) |
| 3인칭 | 彼( かれ)           | 그                                                                |
| 3인칭 | 彼女(かのじょ)      | 그녀                                                              |

인칭대명사의 복수형은 たち나 等(ら)를 붙여 표현한다. 예를 들어 우리는 わたしたち, 그들은 彼等(かれら)와 같이 표현한다.
일본어의 지시대명사는 근칭, 중칭, 원칭, 부정칭으로 이루어져 있다. 근칭은 こ-, 중칭은 そ-, 원칭은 あ-, 부정칭은 ど-를 접두사로 사용한다. 예를 들어 여기는 ここ, 저것은 あれ, 어느쪽은 どちら와 같이 쓰인다.

#### 수사, 조수사
1, 2, 3.. 등을 나타내는 말을 수사라 한다. 수사에는 수량을 나타내는 양수사(量數詞)와 순서를 나타내는 서수사(序數詞)가 있다. 양수사와 함께 붙는 단위를 조수사라 한다. 예를 들어 1,000 円에서 円(えん)은 화폐의 단위를 나타내는 조수사이다. 이 외에도 個(こ), 本(ほん) 과 같은 조수사가 있다.

### 형식명사
형식명사는 실질적인 의미가 없이 다른 말과 함께 쓰이는 명사이다. 문이나 구를 체언으로 만들거나, 의도, 예정, 가정, 결과 등의 의미를 덧붙이기 위하여 쓰인다.
- それはとても難しい事(こと)です. - 그것은 매우 어려운 일 입니다. (“매우 어려운”이라는 구를 체언으로 바꾸는 역할을 하고 있다.)
- 今度日本へ行く事にしました. - 이번에 일본에 가기로 하였습니다. (어떤 일을 결정하였다는 의미를 덧붙이고 있다.)

 형식명사는 한국어 품사에는 없는 개념으로 쓰임에 따라 달리 번역된다.

### 동사
동사는 사람이나 사물의 동작 · 작용 · 존재 · 상태를 나타내는 품사이다.
여타 언어와 달리 일본어 동사는 활용 형태에 따라 종류가 나뉘며, 이는 구어체와 문어체에 따라 달라진다.

#### 구어체의 분류
- 5단 동사(五段動詞)
- 상1단 동사(上一段動詞)
- 하1단 동사(下一段動詞)
- カ행 변격동사(カ行変格動詞)
- サ행 변격동사(サ行変格動詞)

#### 문어체의 분류
- 4단 동사(四段動詞)
- 상2단 동사(上二段動詞)
- 하2단 동사(下二段動詞)
- 상1단 동사(上一段動詞)
- 하1단 동사(下一段動詞)
- カ행 변격동사(カ行変格動詞)
- サ행 변격동사(サ行変格動詞)
- ナ행 변격동사(ナ行変格動詞)
- ラ행 변격동사(ラ行変格動詞)

#### 동사의 활용
- 미연형(未然形)
- 연용형(連用形)
- 종지형(終止形)
- 연체형(連体形)
- 이연형(已然形), 또는 가정형(仮定形)
- 명령형(命令形)

### 형용사
일본어의 형용사는 い형용사라고도 하는데, 사물의 성질, 상태, 모양, 말하는 이의 감정, 판단 등을 나타내는 품사이다. 일본어의 형용사는 영어 등 인도유럽어족의 형용사와는 달리 단독으로 술어로 사용될 수 있다.
다른 낱말을 수식하는 경우의 예.
- 赤いリンゴ - 빨간 사과

술어로 사용하는 경우의 예.
- 彼は背が高い. - 그는 키가 크다.

#### 형용사의 형
일본어의 술어에는 낱말 자체의 기본형과 체언을 수식하는 연체형(連體形), 술어로서 사용되는 종지형(終止形), 부정의 의미를 나타내는 부정형(否定形)이 있으며 어미를 변화하여 이를 나타낸다. 일본어의 형용사는 기본형, 연체형, 종지형에 모두 어미 “-い”가 쓰인다. 형용사의 부정형은 어미가 “-く”로 변화하여 체언화하며 “ない”(아니다, 없다) 등의 부정 술어를 사용한다. 이 경우에는 “-は”, “-も” 등의 조사가 함께 쓰여 보다 세세한 의미를 전달한다.
- 背が高くない. - 키가 크지 않다.
- その車は黒くもない. - 그 차는 검지도 않다.
- あの家は白くはない. - 저 집은 희지는 않다.

형용사가 동사나 다른 형용사 또는 형용동사와 같은 용언을 수식하는 경우에는 어미가 “-く”로 변화한다.
- 飛行機が早く出る. - 비행기가 빨리 난다.

문법적인 면에서 볼 때 형용사의 부정형은 용언인 부정 동사를 수식하는 것이다.

### 형용동사
형용동사는 한국어 등 다른 언어에는 없는 일본어만의 특징적인 품사로서　な형용사라고도 한다. 동사적인 특징과 형용사적인 특징을 동시에 지니고 있다. 형용동사의 기본형은 명사로 된 어간에 어미 "~だ" 가 붙은 형태를 지닌다. 예를 들면, 親切だ(しんせつだ, 친절하다) , 静かだ(しずかだ, 조용하다) 등이 있다.
형용동사는 사물의 상태나 성질을 나타내며 명사를 수식할 수 있다는 점에 형용사적인 특징이 있지만, 동사처럼 활용한다는 점에서 동사의 성질을 가지고 있다. 형용동사의 활용은 다음의 표와 같다.
| 기본형          | 정중형               | 부정형                      | 의문형                 | 과거형               | 명사의 수식            |
| --------------- | -------------------- | --------------------------- | ---------------------- | -------------------- | ---------------------- |
| 親切だ 친절하다 | 親切です 친절합니다. | 親切ではない 친절하지 않다. | 親切ですか 친절합니까? | 親切だった 친절했다. | 親切な店員 친절한 점원 |

형용동사의 기본형과 활용은 명사를 동사화하는 조동사 “だ”와 같다. 그러나, 조동사 “だ”는 명사를 수식할 수 없고, 사물이나 사람의 지위 상태 등만을 나타낸다는 점에서 형용동사와 다르다.
- 조동사 “だ”의 사용예 : 彼は医者だ. - 그는 의사이다.

医者な彼 와 같이 だ 조동사를 형용동사로 오인하여 쓰는 것은 문법에 어긋난 비문이다.
- 형용명사의 사용예 : その医者は有名だ. - 그 의사는 유명하다.

 有名な医者.(유명한 의사)와 같이 활용하여 명사를 수식할 수 있다.

### 조사
- は: 은/는
- が: 이/가
- を: 을/를
- も: 도
- の: 의
- に: 에(목적을 가지고 향함)
- へ: 에(그 방향으로 향함)

## 문장

### 어순
일본어의 기본적인 어순은 〈주어 + 목적어 + 술어〉로 통사론에서 흔히 SOV 언어로 분류된다.

### 문의 종류
- 평서문
- 의문문
- 감탄문
- 명령문

### 시제의 표현
- 과거 시제
- 미래 시제

### 문장부호
- 、: 쉼표
- 。: 마루
- ！: 느낌표
- ？: 물음표
- ー: 장음

느낌표와 물음표는 잘 쓰이지 않는다.

## 같이 보기
- 일본어의 방언

## 주해
1. ↑  일본어에서는 한국어와 마찬가지로 상대방을 대명사로 부르는 것을 꺼리기 때문에, 田中さん 과 같이 이름을 부르거나 課長(かちょう) 와 같이 직함을 부르는 것이 일반적이다.
2. ↑  이는 한국어 와도 유사한 특징이나, 한국어와 일본어 사이에는 어순이 다른 경우도 적지 않다. 또한 한국어와 일본어에는 조사의 쓰임, 품사의 종류 등에서 많은 차이가 있다. - 한국일어일문학회, 일본어는 뱀장어 한국어는 자장, 글로세움, 2003년, ISBN 89-91010-06-7